# The Bride's Awakening
The Bride's Awakening er en amerikansk stumfilm fra 1918 af Robert Z. Leonard.

## Medvirkende
- Mae Murray som Elaine Bronson
- Lew Cody som Richard Earle
- Clarissa Selwynne som Lucille Bennett
- Harry Carter som George Bennett
- Joseph W. Girard som Frederick Bronson